# Голек
Голек (словен. Golek) — поселення в общині Чрномель, Південно-Східна Словенія, Словенія. Висота над рівнем моря: 163,5 м.